# 히요시촌 (지바현 소사군)
히요시촌(日吉村)은 지바현 가토리군·소사군에 일찍이 존재했던 촌이다.

## 지리
- 현재의 요코시바히카리정에 해당한다.

## 역사
- 1889년 4월 1일 - 정촌제 시행에 수반해 가토리군 히요시촌이 성립하였다.
- 1948년 11월 3일 - 소사군에 이관되어 소사군 히요시촌이 되었다.
- 1954년 5월 3일 - 난조촌, 도요촌, 시라하마촌과 합병해 히카리정이 성립해, 히요시촌은 소멸하였다.

## 인구
| 1891년 | 2,000 |
| 1920년 | 2,247 |
| 1954년 | 2,673 |

## 역사
- 角川日本地名大辞典編纂委員会『角川日本地名大辞典 12 千葉県』、角川書店、1984年 ISBN 4-04-001120-1